# Dianthus kapinaensis
Dianthus kapinaensis là loài thực vật có hoa thuộc họ Cẩm chướng. Loài này được Markgr. & Lindtner mô tả khoa học đầu tiên năm 1938.